# Nephelomys maculiventer
Nephelomys maculiventer là một loài động vật gặm nhấm trong chi Nephelomys của họ chuột Cricetidae. Mẫu vật điển hình của địa phương ở Colombia, Sierra El Libano có độ cao 6.000 ft thuộc quận Santa Marta. Ban đầu nó được mô tả trên cơ sở 47 mẫu vật, bao gồm 34 từ Sierra El Libano và 13 từ "Valparaiso".

## Đặc điểm
Nephelomys maculiventer có lông dài và mềm có màu sắc ở phía trên và trở nên lợt hơn về phía bên. Màu sắc này thay đổi đột ngột thành màu trắng thuần ở một số cá thể trưởng thành. Những cá thể ở tuổi vị thành niên có màu sẫm hơn, với phần dưới màu xám đen. Khi động vật trưởng thành, lông màu xám của các phần dưới được dần dần thay thế bằng lông trắng.
Tai có màu nâu và hầu như không bị tổn thương. Bàn chân có màu xám. Đuôi có màu nâu ở trên và dưới thì nhạt hơn. Ở 29 cá thể ở cả hai giới, tổng chiều dài dao động từ 302 đến 345 mm (11,89-13,58 inch), chiều dài đuôi từ 162 đến 194 mm (6.38 đến 7.64 in), và chiều dài chân sau (bao gồm cả móng) từ 29 đến 36 milimét (1,14 đến 1,42 inch). Trung bình, con đực lớn hơn một chút so với con cái.

## Phân loại
Joel Asaph Allen, người đã đặt tên loài này, phân loại nó như là một thành viên của chi Oryzomys, Oryzomys maculiventer, và so sánh nó với loài hiện nay gọi là Nephelomys meridensis và Nephelomys albigularis. Ông mô tả nó như là một trong những thành viên lớn nhất của Oryzomys khi ông hiểu rõ chi này và cũng ghi nhận màu sắc đặc biệt của nó và foramina tương đối ngắn. Sau đó, nó đã được xếp trong một loài Oryzomys albigularis (hiện nay là Nephelomys albigularis) nhưng khi chi Nephelomys được tách ra từ Oryzomys năm 2006, N. maculiventer được phục hồi tình trạng phân loại (taxon) như một loài riêng biệt. 